# Anything Goes
«Anything Goes» — песня американского композитора Коула Портера. Впервые прозвучала в его мюзикле «Anything Goes», премьера которого состоялась на Бродвее в 1934 году.
Песню впервые исполнила на сцене Этель Мерман, сыгравшая роль Рено Суини в оригинальной бродвейской постановке 1934 года.

## Другие версии
Свои версии этой песни записало множество исполнителей.
Фрэнк Синатра включил свою версию в альбом Songs for Swingin’ Lovers! (1956).
Американская актриса Кейт Кэпшоу поёт эту песню на китайском языке в шанхайском ночном клубе в начале кинофильма «Индиана Джонс и храм судьбы» (1984). Чуть позже, когда Индиана Джонс с боем пробивается из клуба наружу, звучит инструментальная версия.
Австралийская актриса Кэролин О’Коннор поёт её в биографическом фильме про Коула Портера De-Lovely (2004).